# Abu Murajr
Abu Murajr (arab. أبو مرير) – wieś w Syrii, w muhafazie Aleppo, w dystrykcie Dżabal Siman. W 2004 roku liczyła 329 mieszkańców.